# Herb gminy Filipów
Herb gminy Filipów – jeden z symboli gminy Filipów, ustanowiony 27 lutego 2013.

## Wygląd i symbolika
Herb przedstawia na tarczy w polu czerwonym czarnego raka. Jest to nawiązanie do historii Filipowa i herbu nadanego miejscowości w 1570 przez Zygmunta Augusta. 